# Ecnomus
Ecnomus är ett släkte av nattsländor. Ecnomus ingår i familjen trattnattsländor.

## Bildgalleri

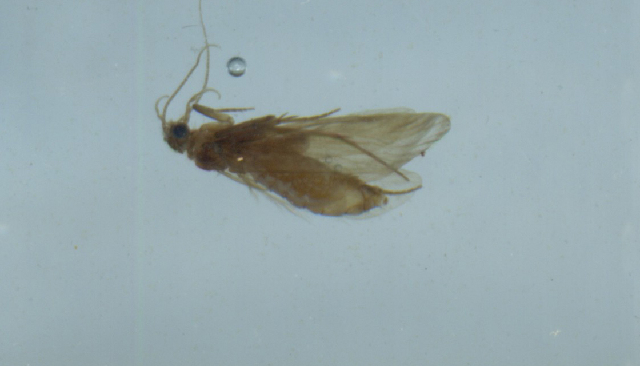
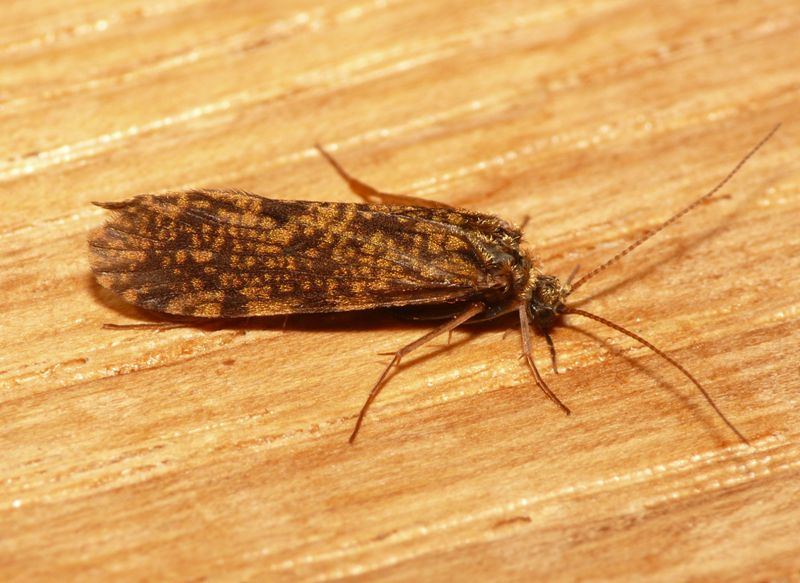

## Dottertaxa tillEcnomus, i alfabetisk ordning[1][2]
- Ecnomus aberrans
- Ecnomus acanthogonus
- Ecnomus acuminatus
- Ecnomus addi
- Ecnomus aequatorialis
- Ecnomus africanus
- Ecnomus aigeus
- Ecnomus aktaion
- Ecnomus aliceae
- Ecnomus alkaios
- Ecnomus alkestis
- Ecnomus alkinoos
- Ecnomus alkmaion
- Ecnomus alkmene
- Ecnomus allaeri
- Ecnomus amphitryon
- Ecnomus anakagung
- Ecnomus anakpiara
- Ecnomus anaktamdao
- Ecnomus ancisus
- Ecnomus androgeos
- Ecnomus apiculatus
- Ecnomus arabicus
- Ecnomus areion
- Ecnomus argonautos
- Ecnomus asciatus
- Ecnomus atevalus
- Ecnomus atratus
- Ecnomus auratus
- Ecnomus auryn
- Ecnomus australis
- Ecnomus barnardi
- Ecnomus battu
- Ecnomus bengkok
- Ecnomus bicolorus
- Ecnomus bifurcatus
- Ecnomus bishopi
- Ecnomus bispiniferus
- Ecnomus blythi
- Ecnomus bou
- Ecnomus bredoi
- Ecnomus bullatus
- Ecnomus buntak
- Ecnomus cattienensis
- Ecnomus cavatus
- Ecnomus centralis
- Ecnomus ceylanicus
- Ecnomus chusie
- Ecnomus cincibilus
- Ecnomus clavatus
- Ecnomus coalitus
- Ecnomus coineaui
- Ecnomus complex
- Ecnomus concavus
- Ecnomus connatus
- Ecnomus continentalis
- Ecnomus cornutus
- Ecnomus costalis
- Ecnomus crepidulus
- Ecnomus curtus
- Ecnomus cuspidis
- Ecnomus cyclopicus
- Ecnomus cygnitus
- Ecnomus dadi
- Ecnomus dananensis
- Ecnomus danielae
- Ecnomus dares
- Ecnomus deani
- Ecnomus deceptor
- Ecnomus decussatus
- Ecnomus dejouxi
- Ecnomus dentatus
- Ecnomus digitatus
- Ecnomus digitulus
- Ecnomus digrutus
- Ecnomus dinderessoi
- Ecnomus dispar
- Ecnomus doros
- Ecnomus dutthangamani
- Ecnomus echinatus
- Ecnomus ellipticus
- Ecnomus escaffrei
- Ecnomus falciferus
- Ecnomus ferrantei
- Ecnomus fletcheri
- Ecnomus foliatus
- Ecnomus foochowensis
- Ecnomus forbesi
- Ecnomus forcipatus
- Ecnomus furcatus
- Ecnomus fuscus
- Ecnomus fusiformis
- Ecnomus gada
- Ecnomus galilaeus
- Ecnomus gapit
- Ecnomus gedrosicus
- Ecnomus gerus
- Ecnomus gigantius
- Ecnomus hamatus
- Ecnomus hastatus
- Ecnomus helakanda
- Ecnomus hendersoni
- Ecnomus henoch
- Ecnomus hilli
- Ecnomus hinayana
- Ecnomus homhilensis
- Ecnomus illugi
- Ecnomus indicus
- Ecnomus ingibandi
- Ecnomus insularis
- Ecnomus iomari
- Ecnomus japonicus
- Ecnomus jimba
- Ecnomus jojachin
- Ecnomus kabae
- Ecnomus kakaduensis
- Ecnomus kakrimae
- Ecnomus karakoi
- Ecnomus karawalla
- Ecnomus katangae
- Ecnomus kelung
- Ecnomus kerema
- Ecnomus kimminsi
- Ecnomus kinka
- Ecnomus kitabal
- Ecnomus kivuensis
- Ecnomus kosam
- Ecnomus kososiensis
- Ecnomus kunenensis
- Ecnomus kurui
- Ecnomus laensis
- Ecnomus lamech
- Ecnomus lanceolatus
- Ecnomus larakia
- Ecnomus latus
- Ecnomus leonus
- Ecnomus leupleui
- Ecnomus linsanensis
- Ecnomus loffae
- Ecnomus lohaprasada
- Ecnomus longicaudatus
- Ecnomus machadoi
- Ecnomus macrolobus
- Ecnomus maheensis
- Ecnomus malaissei
- Ecnomus mammus
- Ecnomus masalai
- Ecnomus masong
- Ecnomus mennelli
- Ecnomus milnensis
- Ecnomus minostylus
- Ecnomus miriwud
- Ecnomus mithrakai
- Ecnomus montanus
- Ecnomus morotus
- Ecnomus mosleyi
- Ecnomus myallensis
- Ecnomus natalensis
- Ecnomus ndjorensis
- Ecnomus neboissi
- Ecnomus neri
- Ecnomus ngogoi
- Ecnomus nibbor
- Ecnomus niouniouroui
- Ecnomus nodosus
- Ecnomus nya
- Ecnomus obtusus
- Ecnomus oppidanus
- Ecnomus oppositus
- Ecnomus orientalis
- Ecnomus oriomo
- Ecnomus paget
- Ecnomus pakadji
- Ecnomus pansus
- Ecnomus papuanus
- Ecnomus paratyphlodes
- Ecnomus parellipticus
- Ecnomus penjabi
- Ecnomus perpendicularis
- Ecnomus pilbarensis
- Ecnomus pilophorus
- Ecnomus plaiwat
- Ecnomus projectus
- Ecnomus promat
- Ecnomus pseudotenellus
- Ecnomus pungens
- Ecnomus puntung
- Ecnomus puro
- Ecnomus pusanus
- Ecnomus pusio
- Ecnomus quordaio
- Ecnomus ramayana
- Ecnomus rectus
- Ecnomus relictus
- Ecnomus retusus
- Ecnomus rizali
- Ecnomus robustior
- Ecnomus rostratus
- Ecnomus russellius
- Ecnomus saddhatissa
- Ecnomus sakoi
- Ecnomus samouensis
- Ecnomus seluk
- Ecnomus serratus
- Ecnomus similis
- Ecnomus sinensis
- Ecnomus singkarakensis
- Ecnomus skruim
- Ecnomus spatulatus
- Ecnomus spia
- Ecnomus suadrus
- Ecnomus tagalensis
- Ecnomus tai
- Ecnomus talenoi
- Ecnomus tamiok
- Ecnomus tang
- Ecnomus tegap
- Ecnomus tenellus
- Ecnomus thomasseti
- Ecnomus tillyardi
- Ecnomus tinco
- Ecnomus tipis
- Ecnomus tjurupensis
- Ecnomus totiio
- Ecnomus triangularis
- Ecnomus tridens
- Ecnomus tridigitus
- Ecnomus tropicus
- Ecnomus truncatus
- Ecnomus tsudai
- Ecnomus tumidus
- Ecnomus turgidus
- Ecnomus turrbal
- Ecnomus typhlodes
- Ecnomus ugandanus
- Ecnomus ulap
- Ecnomus ulmeri
- Ecnomus uncatus
- Ecnomus uttu
- Ecnomus waelbroecki
- Ecnomus wagengugurra
- Ecnomus vaharika
- Ecnomus vahasaba
- Ecnomus walajandari
- Ecnomus wamena
- Ecnomus wellsae
- Ecnomus wendmanegrei
- Ecnomus venimar
- Ecnomus veratus
- Ecnomus vibenus
- Ecnomus viganus
- Ecnomus wladimiri
- Ecnomus volovicus
- Ecnomus volsellus
- Ecnomus woronan
- Ecnomus votticius
- Ecnomus wulaina
- Ecnomus yabbura
- Ecnomus yamashironis
- Ecnomus yuleae